# Alžběta Jagellonská
Alžběta Jagellonská (13. listopadu 1483, Litva – 16. února 1517, Lehnice) byla polská princezna a lehnická kněžna z rodu Jagellonců.
Byla dcerou polského krále Kazimíra IV. Jagellonského a jeho choti Alžběty Habsburské. V listopadu roku 1515 se stala první manželkou Fridricha II. Lehnického. Sňatek byl politicky motivován, jeho prostřednictvím mělo dojít k upevnění spojenectví mezi Lehnickým knížectvím a polským králem Zikmundem I. Starým, nevěstiným bratrem. Alžběta však záhy zemřela ve věku 34 let.